# Carlos Muñoz (acteur)
Pour les articles homonymes, voir Carlos Muñoz.
Carlos Muñoz Sánchez, né à Puente Nacional le 3 janvier 1934 et mort le 11 janvier 2016 à Bogotaest un acteur colombien de cinéma, de théâtre et de télévision. Les médias en Colombie considèrent qu'il s'agit de l'acteur du XXe siècle,.